# TV Libertés
TV Libertés ou TVL est une Web TV présente sur YouTube et lancée le 30 janvier 2014 par Martial Bild, ancien cadre du Front national. Elle est dirigée par Philippe Milliau, ancien dirigeant du mouvement d'extrême droite Bloc identitaire. Son directeur de production, Arnaud Soyez, fut le premier successeur d'Emmanuel Ratier à la publication de la lettre Faits et Documents.
Les contenus de TV Libertés sont généralement classés à l'extrême droite et le concept de « réinformation » est employé pour promouvoir ses idées. La chaîne se définit elle-même comme une télévision « libérée du politiquement correct ».

## Histoire

### Création et but
La web-télé TV Libertés fait suite au projet « Notre antenne » (NA-TV) initié par Gilles Arnaud, directeur de l'Agence2presse et de ProRussia (qu’il a « rapidement quitté »), et Philippe Milliau, alors dirigeant du Bloc identitaire, (celui-ci étant assisté par un certain « Yann Pinault »), le 22 septembre 2012. Ils projettent alors de créer une télévision « totalement libérée du politiquement correct ». S'y étaient associés Yvan Blot, Renaud Camus, Paul-Marie Coûteaux, Pierre Descaves, Jean-Yves Le Gallou, Henry de Lesquen, Bernard Lugan, Roger Holeindre, Gérard Marin, Michel Marmin, Robert Ménard, Christian Millau, Guillaume de Thieulloy, Pascal Gauchon, Christian Marquant, François Bluche, Thierry Bouzard, Pierre Cassen, Olivier Dazat, Gérard Dussouy, Jean-François Mongibeaux, Jean Picollec, Marc Rousset, Rémi Soulié, Jean-Pierre Turbergue, ou Jean Raspail. Jean-Michel Dubernard se retire après avoir constaté sa ligne éditoriale.
Le projet est présenté par Milliau lors de la Journée 2012 de la réinformation organisée par Polémia. Il change d'orientation après qu'Yvan Blot et Jean-Yves Le Gallou poussent Milliau à renoncer à tout financement russe. Se voulant le reflet télévisuel de Radio Courtoisie avec une ligne éditoriale identitaire, TV Libertés est officiellement lancée le 30 janvier 2014. Philippe Milliau est président de la chaîne, tandis que Martial Bild, à partir du 1er septembre 2013, devient le directeur[source insuffisante], et Arnaud Soyez, celle de la production. Tristan Mordrelle, fils d'Olier Mordrel, est chargé de lever des fonds pour la chaîne.

### TV Libertés depuis 2014

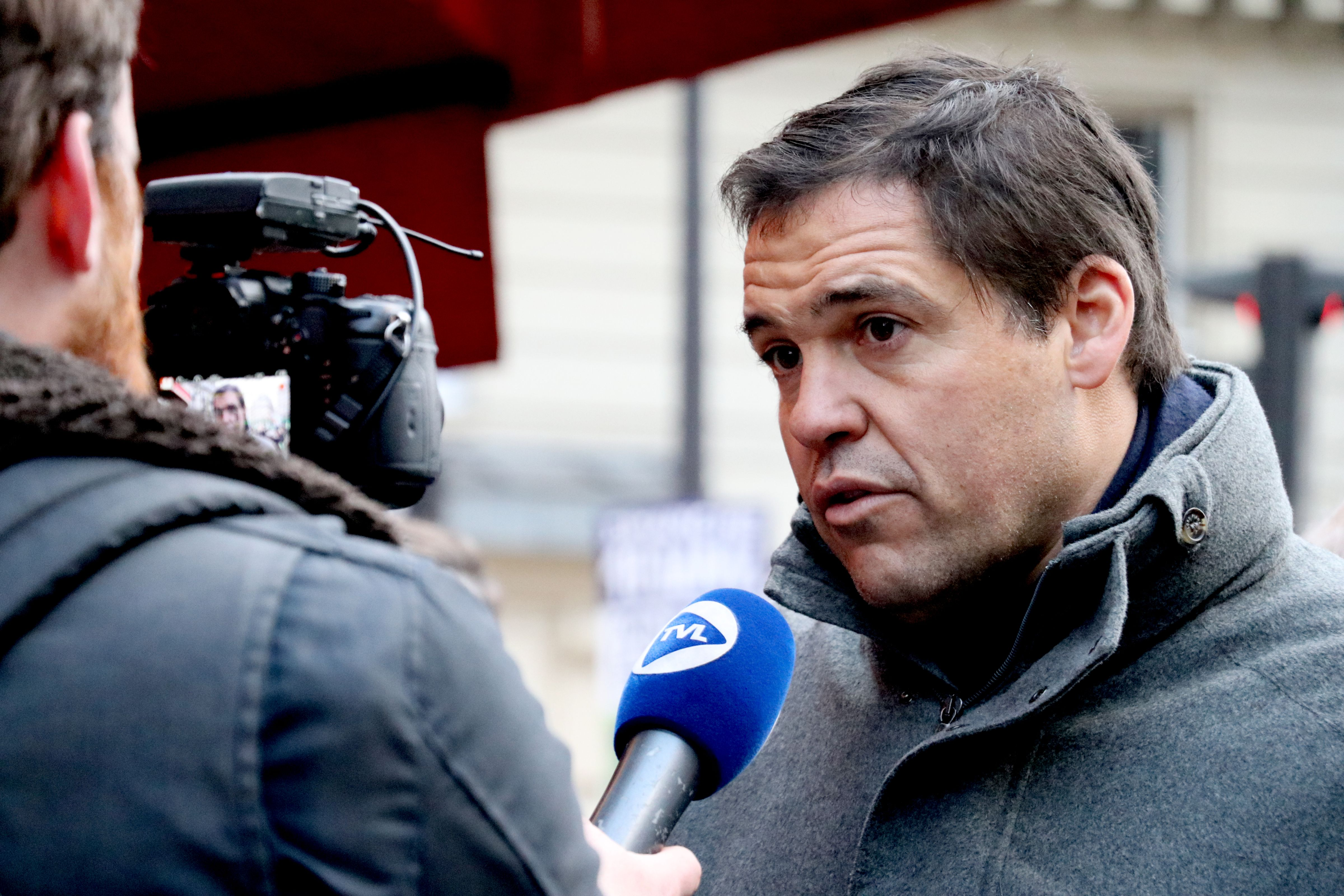
Louis de Bourbon interrogé par TVL durant La Manif pour tous du 19 janvier 2020.

Basée au Kremlin-Bicêtre et diffusée sur YouTube, la chaîne devait initialement diffuser en direct la messe dominicale, sans que le projet aboutisse.
Elle se décline en janvier 2016 en un blog, Eurolibertés (sous la direction de Philippe Randa), et une webradio, Radio Libertés (sous la férule d'Arnaud Menu, dit Arnaud Naudin, ancien rédacteur en chef de Novopress). C'est aussi à cette époque que la chaîne se dote d'une société d'exploitation, Bouledogue Médias.
En 2014, le rapport de l'enquête administrative relative à la mort de Rémi Fraisse cite Pierre-Alexandre Bouclay, collaborateur de plusieurs organes de « réinformation », dont TV Libertés,,. Jean-Yves Le Gallou y voit « une reconnaissance »,.
Ses résultats sont mitigés : ses vidéos n'atteignent généralement que « quelques milliers de visionnages sur YouTube, loin des standards soraliens ». 
Les financements proviennent censément des levées de fonds opérées par Mordrelle. Mais Richard Haddad, l'animateur de Géopôles, concède que « le soutien financier de la Russie est un secret de Polichinelle », ce que Philippe Milliau dément pourtant fermement, excipant du fait que Russia Today a « refusé de [...] fournir gratuitement ses images » aux équipes de TV Libertés. De fait, la chaîne se montre « farouchement pro-russe », ce que confirme Intelligence Online qui la qualifie de « très russophile ». Elle est d'ailleurs identifiée par des prêtres du Centre spirituel et culturel orthodoxe russe comme un relais potentiel d'influence.
En mai 2017, Marion Maréchal choisit la chaîne TV Libertés, en même temps que le quotidien régional Vaucluse Matin, pour annoncer son retrait de la vie politique,.

## Positionnement politique

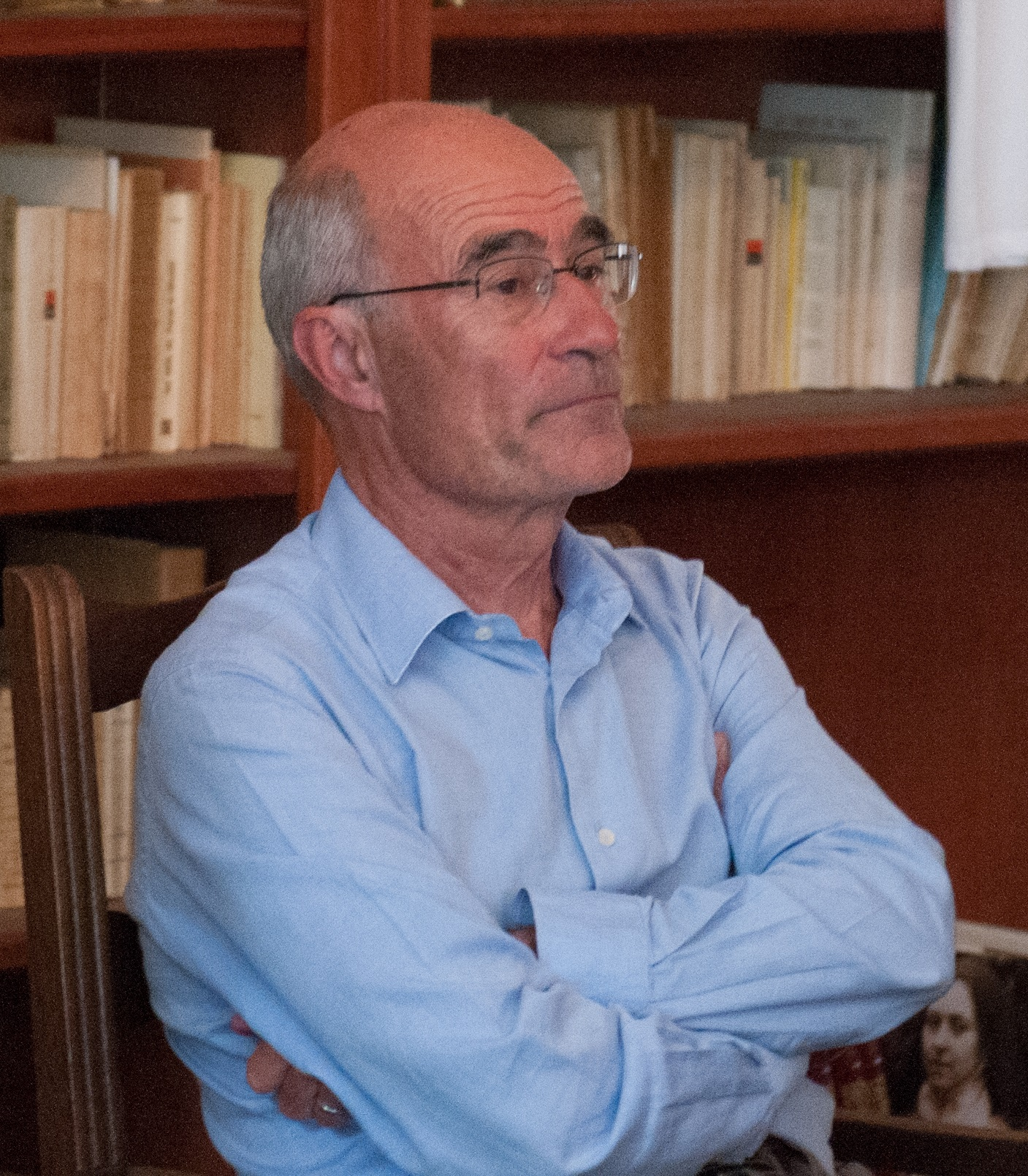
Jean-Yves Le Gallou en 2016.

L'Express qualifie TV Libertés, avec plusieurs autres sites internet, de « résidences secondaires communes » de « la nouvelle droite ultra ». Le terme de « réinformation », concept d'extrême droite, a été théorisé par Jean-Yves Le Gallou, une des figures de la chaîne. Pour Marianne, « ce média alternatif fondé par des anciens du Front national s'est imposé dans la  « réacosphère » depuis sa création en 2014. Sous ses allures de chaîne neutre et professionnelle, TV Libertés fustige les « commentateurs officiels » et défend une ligne résolument identitaire […] Elle apparaît désormais comme le pendant télévisuel de la vieillissante Radio Courtoisie, antenne traditionnelle de l'extrême droite, dont elle a d'ailleurs récupéré plusieurs animateurs ». Selon Slate, Jean‑Yves Le Gallou a créé la chaîne pour « diffuser les thèses de l’extrême droite, en particulier identitaires » visant « à rendre acceptables les thèses d'extrême droite auprès de l’opinion publique ».
Europe 1 définit TV Libertés comme une « chaîne de télévision d'extrême droite ». Alors que sa chaîne YouTube est fermée pour atteinte aux droits d'auteur en juin 2018, elle est soutenue par plusieurs personnalités du Rassemblement national dont Marine Le Pen, Jean-Frédéric Poisson du Parti chrétien-démocrate, Thierry Mariani des Républicains ou encore Nicolas Dupont-Aignan de Debout la France. La Voix du Nord parle également de « chaîne d'extrême droite », alors qu'un journaliste de Valeurs actuelles est venu s'y justifier d'un article polémique sur la ville de Roubaix. Selon Rue89, la chaîne fait partie de l'« extrême droite sur internet » et est « clairement portée sur les thèmes de l’extrême droite » avec des dirigeants issus de cette mouvance.
Selon France Inter, TV Libertés fait partie des « sites internet d'extrême droite » de « désinformation et de manipulation », qui « sous couvert de « ré-information » […] sape[nt] la légitimité des médias et prospère[nt] sur internet ». TV Libertés participe à la cérémonie des Bobards d'or, organisée par la fondation Polémia créée par Jean-Yves Le Gallou. Pour le Décodex du journal Le Monde, TV Libertés « est très proche de l'extrême droite, reçoit régulièrement des figures de cette dernière et diffuse des informations biaisées ». Selon BFM TV, TV Libertés est « une webtélévision d'extrême droite qui se targue de « réinformer » les Français sur les questions migratoires et sécuritaires ».

## Controverses

### Représentation des courants d'extrême droite
Olivier Biffaud note en 2018 qu'elle « œuvre également pour un regroupement des droites, c'est-à-dire de la droite et de son extrême ». Milliau se refuse toutefois à recevoir Dieudonné ou Alain Soral, estimant qu'ils posent « un problème de personnalité », et plus généralement ceux qu'il estime « marqué[s] au fer rouge ». Des militants de la mouvance identitaire se plaignent également d'être invisibilisés, supposant que Milliau pourrait avoir conçu de la rancune à l'égard du Bloc identitaire après son exclusion en 2012. Enfin, à partir de 2016, Henry de Lesquen, alors en conflit avec la rédaction de Radio Courtoisie qu'il dirige, affirme être l'objet d'un complot mené « en sous-main par les nazis néopaïens et anti-chrétiens de TV Libertés ».

### Pandémie de Covid-19 (2020-2021)
En 2020, pendant la pandémie de Covid-19 en France, TV Libertés réalise une interview de la généticienne française Alexandra Henrion-Caude, ancienne directrice de recherche à l’Institut national de la santé et de la recherche médicale (Inserm). La vidéo cumule plus d'un million et demi de visionnages sur Internet, la généticienne aborde de multiple sujets relatifs à la Covid-19, en particulier sa réticence au port du masque. Elle y évoque notamment une « manipulation » humaine du virus et émet des doutes sur les vaccins en cours de développement. L’Inserm prend rapidement ses distances avec les thèses défendues par cette dernière tandis que le généticien français Axel Kahn juge ses déclarations « pas tellement différentes des pires des positions complotistes ». En 2021, dans une seconde vidéo, la chercheuse se montre extrêmement critique envers les vaccins à ARN messager, dont celui du laboratoire pharmaceutique américain Pfizer (Tozinaméran),,.

## Émissions

### Émissions en production
- Le Journal présenté par Élise Blaise, Olivier Frèrejacques (et anciennement Thibault Bastide, Vincent Moulier et Pierre Bergereaux) ;
- Politique Éco présentée par Olivier Pichon (et anciennement Jean-Christophe Mounicq) ;
- Le Samedi politique présentée par Élise Blaise ;
- Bistro Libertés présentée d'abord par Martial Bild, puis Éric Morillot depuis septembre 2022 ;
- I-média présentée par Jean-Yves Le Gallou et Hervé Grandchamp, puis Nicolas Faure depuis novembre 2018 ;
- Passé-Présent présentée par Philippe Conrad, Catherine Gourin et Jean-Pierre Turbergue, puis Guillaume Fiquet ;
- Terres de sport présentée par Pierre Bergerault ;
- Têtes à clash présentée par Franck Tanguy ;
- Les Conversations présentée par Paul-Marie Coûteaux ;
- La Petite Histoire présentée par Christopher Lannes ;
- Les Idées à l'endroit présentée par Alain de Benoist, puis Rémi Soulié ;
- Le Plus d'Éléments présentée par Olivier François ;
- Cette Année-là présentée par Patrick Péhèle ;
- Perles de culture présentée par Anne Brassié ;
- Terres de mission présentée par Daniel Hamiche, Jean-Pierre Maugendre et Guillaume de Thieulloy ;
- Géopôles présentée par Richard Haddad ;
- Livre libre présentée par Gilbert Collard puis Bruno Gollnisch ;
- Grand Angle présentée par Pierre-Yves Rougeyron ;
- Les Dessous de la Science présentée par Floriane Jeannin et Nicolas Faure ;
- Tueurs en Séries présentée par Christopher Lannes et Arnaud Soyez ;
- Les Femmes et les Enfants d’abord ! présentée par Floriane Jeannin ;
- Contre-Enquêtes présentée par David Louis ;
- Le Portrait piquant présentée par Claude Chollet ;
- À la française présentée par Laurent Poultier du Mesnil ;
- Chocs du monde présentée par Édouard Chanot ;
- Allô le 17 ! présentée par Maurice Signolet et Patrick Yvars.

### Émissions suspendues
- Nos chers vivants présentée par Arnaud Guyot-Jeannin ;
- Artisans de France présentée par Pierre Chabot et Patrick Rizzi ;
- La France de Campagnol présentée par Christian Combaz ;
- Juvin en libertés présentée par Hervé Juvin ;
- Le Club TVL présentée par Julien Rochedy ;
- Témoins à charge présentée par Charlotte d’Ornellas puis Floriane Jeannin ;
- Oxygène présentée par Élise Blaise ;
- Sécession présentée par Julien Rochedy et Christopher Lannes ;
- Synthèse présentée par Roland Hélie et Philippe Randa ;
- Les Livres de Monsieur Maulin présentée par Olivier Maulin.

## Principaux collaborateurs
- Martial Bild, directeur général
- Élise Blaise, directrice de la rédaction
- Arnaud Soyez, directeur technique et production
- Olivier Frèrejacques, rédacteur en chef adjoint
- Pierre Bergerault, responsable de Radio Libertés
- Floriane Jeannin
- Ignace, caricaturiste de l'émission Bistro Libertés[19]
- François Billot de Lochner, auteur d'une chronique suivant le journal du soir[réf. nécessaire]
- Charlotte d'Ornellas[48], ancienne chroniqueuse (« sociétaire ») dans l'émission Bistro Libertés
- Caroline Parmentier[49], ancienne chroniqueuse (« sociétaire ») dans l'émission Bistro Libertés